# Violka žlutá
Violka žlutá (Viola lutea) je vytrvalá bylina z čeledi violkovité (Violaceae). Dorůstá výšky nejčastěji do 10–25 cm. Oddenek je bez výběžků, poměrně tenký. Listy jsou jednoduché, dolní zřetelně řapíkaté, horní někdy skoro přisedlé, čepele listů jsou vejčité až podlouhle vejčité, horní jsou užší, až úzce kopinaté, na okraji jsou vroubkovaně pilovité. Na bázi listů jsou palisty, které jsou členěné, peřenosečné (často nesouměrně), někdy jsou spíše dlanitosečné. Na květní stopce jsou 2 listénce, jsou umístěné zhruba 1 cm pod květem. Kališní lístky jsou asi 1,5 cm dlouhé i s přívěsky. Koruny jsou nejčastěji 2,5–3,5 cm vysoké, většinou sytě žluté, ostruha je žlutá až světle fialová. Kvete od června do září. Plodem je tobolka.

## Rozšíření ve světě
Roste v Evropě a to ve Velké Británii, dále v horách západní a střední Evropy, jako jsou Vogézy, Alpy, Sudety, západní Karpaty.

## Poddruhy
Druh se rozpadá nejméně do 2 poddruhů, které někteří autoři považují za samostatné druhy:
- Violka žlutá pravá (Viola lutea subsp. lutea) roste v západní části areálu, na východ po Vogézy a západní Alpy. V Česku neroste.
- Violka žlutá sudetská (Viola lutea subsp. sudetica) roste od 14° v.d. na východ , tedy ve východních Alpách, v sudetských pohořích a v západních Karpatech.
- Viola calaminaria je příbuzný druh někdy udávaný jako Viola lutea subsp. calaminaria. Tento druh roste v západní Evropě, do Česka svým výskytem nezasahuje.

## Rozšíření v Česku

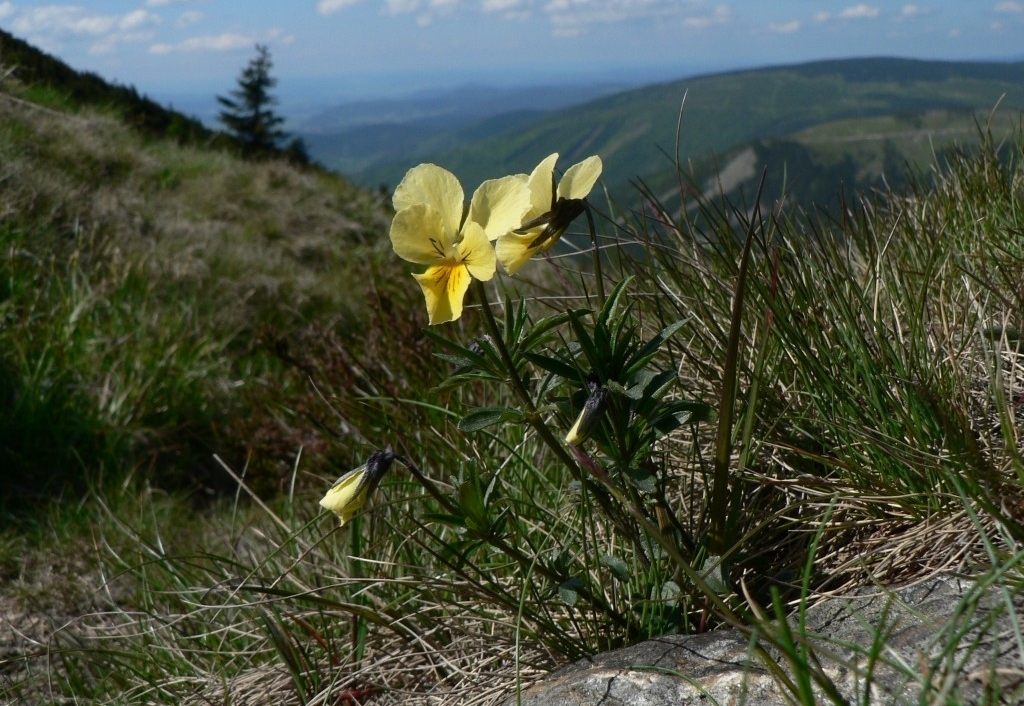
Violka žlutá sudetská na Červené hoře v Hrubém Jeseníku

V Česku roste jen violka žlutá sudetská. Je to vysokohorský druh s těžištěm rozšíření nad hranicí lesa, ale sestupuje často na loukách i níže. Nejčastěji roste ve vysokostébelných alpínských trávnících sv. Calamagrostion villosae, dále pak v horských až subalpínských smilkových trávnících (sv. Nardion a sv. Nardo-Agrostion tenuis) a v další společenstvech.
V Česku se přirozeně vyskytuje ve Vysokých Sudetech (v Krkonoších, na Králickém Sněžníku a v Hrubém Jeseníku). V Beskydech a v Orlických horách je patrně nepůvodní, byla sem v minulosti vysazena. Patří k silně ohroženým druhům flóry Česka (C2).